# Live Around the World
Live Around the World is een livealbum van Queen + Adam Lambert, uitgebracht op 2 oktober 2020. Het album is een compilatie van nummers die zijn opgevoerd tijdens shows die tussen juni 2014 en februari 2020 gespeeld zijn. In deze periode hebben beide artiesten samen 218 concerten gegeven. Het album is uitgebracht op vinyl, cd, blu-ray en dvd en bereikte de eerste plek in de Britse en Australische hitlijsten. In Nederland werd de zesde positie behaald, in België de twaalfde. 
Onderdeel van het album is het optreden dat bij het benefietconcert "Fire Fight Australia" gegeven werd op 16 februari 2020. De setlist bij dit concert was exact dezelfde als de befaamde setlist van Queen bij het Live Aid-concert uit 1985.

## Tracklist

### Cd en vinyl
| Nr. | Titel                          | Schrijver(s)                                    | Opname                                                              | Duur |
| --- | ------------------------------ | ----------------------------------------------- | ------------------------------------------------------------------- | ---- |
| 1.  | Tear It Up                     | Brian May                                       | Live in The O2, Londen, 2 juli 2018                                 | 3:04 |
| 2.  | Now I'm Here                   | May                                             | Live bij het Summer Sonic Festival, Tokio, 17 augustus 2014         | 5:06 |
| 3.  | Another One Bites the Dust     | John Deacon                                     | Live bij het Summer Sonic Festival, Tokio, 17 augustus 2014         | 3:22 |
| 4.  | Fat Bottomed Girls             | May                                             | Live in het American Airlines Center, Dallas, 23 juli 2019          | 5:27 |
| 5.  | Don't Stop Me Now              | Freddie Mercury                                 | Live bij Rock in Rio, Lissabon, 20 mei 2016                         | 4:10 |
| 6.  | I Want to Break Free           | Deacon                                          | Live bij Rock in Rio, Lissabon, 20 mei 2016                         | 3:33 |
| 7.  | Somebody to Love               | Mercury                                         | Live op het Isle of Wight Festival, Newport, 12 juni 2016           | 5:58 |
| 8.  | Love Kills - The Ballad        | Mercury, Giorgio Moroder                        | Live in het iHeart Radio Theater, Los Angeles, 16 juni 2014         | 4:17 |
| 9.  | I Was Born to Love You         | Mercury                                         | Live op het Summer Sonic Festival, Tokio, 17 augustus 2014          | 4:04 |
| 10. | Under Pressure                 | David Bowie, Deacon, May, Mercury, Roger Taylor | Live op het Global Citizen Festival, New York, 28 september 2019    | 3:45 |
| 11. | Who Wants to Live Forever      | May                                             | Live op het Isle of Wight Festival, Newport, 12 juni 2016           | 4:40 |
| 12. | The Show Must Go On            | Deacon, May, Mercury, Taylor                    | Live in The O2, London, 4 juli 2018                                 | 4:17 |
| 13. | Love of My Life                | Mercury                                         | Live in The O2, London, 2 juli 2018                                 | 4:13 |
| 14. | Bohemian Rhapsody              | Mercury                                         | Live bij het Fire Fight Australia concert, Sydney, 16 februari 2020 | 2:20 |
| 15. | Radio Ga Ga                    | Taylor                                          | Live bij het Fire Fight Australia concert, Sydney, 16 februari 2020 | 4:23 |
| 16. | Ay-Ohs                         | Mercury                                         | Live bij het Fire Fight Australia concert, Sydney, 16 februari 2020 | 1:08 |
| 17. | Hammer to Fall                 | May                                             | Live bij het Fire Fight Australia concert, Sydney, 16 februari 2020 | 4:53 |
| 18. | Crazy Little Thing Called Love | Mercury                                         | Live bij het Fire Fight Australia concert, Sydney, 16 februari 2020 | 4:03 |
| 19. | We Will Rock You               | May                                             | Live bij het Fire Fight Australia concert, Sydney, 16 februari 2020 | 2:29 |
| 20. | We Are the Champions           | Mercury                                         | Live bij het Fire Fight Australia concert, Sydney, 16 februari 2020 | 4:36 |

### Blu-ray en dvd
De uitgave van dit album op blu-ray en dvd bevat naast de 20 nummers die ook op de cd/vinyl-uitgave staan, nog twee extra nummers:
- "Drum battle", geschreven door Taylor, opgenomen live in de Qudos Bank Arena in het Australische Sydney
- "Guitar solo - Last Horizon", geschreven door May, opgenomen live in Londense The O2 Arena in juli 2020.